# اللغة الغالية
اللغة الغاليّة (اسمها الأصلي مجهول؛ اللاتينية: lingua gallica؛ الفرنسية: le gaulois أو le gallique)، من اللغات الأوروبية القديمة، التي تعتبر شبه منقرضة حالياً، حيث كانت منتشرة في أواخر الإمبراطورية الرومانية.
يتحدث بهذه اللغة الآن عدة قبائل تقطن أغلبها منطقة الغال (والتي تشمل، فرنسا الحديثة، بلجيكا، لوكسمبورغ، معظم دولة سويسرا، ألمانيا الغربية بالإضافة إلى شمال إيطاليا)، ولكل قبيلة لهجة يميزها عن القبائل الأخرى.
التاريخ  أو المنطقة الزمنية التي كانت تتدوال بها هذه اللغة هي القرن السادس بعد الميلاد بما يقارب الحقبة البرونزية.
تم العثور على 13 مخطوطة، على الأقل، تحتوي على كلمات وكتابات من هذه اللغة في اليونان من الكتابات اللاتينية تعود للعصور القديمة.